# Kitten with a Whip (film)
Kitten with a Whip is een Amerikaanse film uit 1964, gebaseerd op de gelijknamige roman uit 1959 van schrijver "Wade Miller". De film werd geregisseerd door Douglas Heyes.

## Verhaal
De film draait om Jody, een jeugdige crimineel die weet te ontsnappen uit een heropvoedingsschool door een bewaker neer te steken. Ze zoekt schuil in het huis van David Patton, een ambitieuze politicus. Ondanks al haar charmes die ze op hem gebruikt, wil David niets van haar weten. Daarom verzamelt Jody een groep van andere criminele tieners en neemt David in gijzeling. Wanneer de politie lucht krijgt van de zaak, dwingen Jody en haar bende David om hen in een auto naar Mexico te brengen.

## Cast
| Acteur           | Personage            |
| ---------------- | -------------------- |
| Ann-Margret      | Jody Dvorak          |
| John Forsythe    | David Stratton       |
| Peter Brown      | Ron                  |
| Patricia Barry   | Vera                 |
| Richard Anderson | Grant                |
| Skip Ward        | Buck (as James Ward) |
| Diane Sayer      | Midge                |
| Ann Doran        | Mavis Varden         |
| Patrick Whyte    | Phillip Varden       |
| Audrey Dalton    | Virginia Stratton    |

## Achtergrond
Een van Ann-Margarets dialogen in de film diende als inspiratie voor de naam van de indierockband Nothing Painted Blue.
De film werd bespot in de cultserie Mystery Science Theater 3000.